# Noduläre regenerative Hyperplasie
Noduläre regenerative Hyperplasie (NRH) ist eine Erkrankung der Leber, die mit portaler Hypertension vergesellschaftet wird.
Bei der nodulären regenerativen Hyperplasie zeigt sich eine großräumige benigne Transformation des Leberparenchyms, es kommt zur Bildung von kleinen Regeneratknoten, wobei die Portalfeldarchitektur gewahrt bleibt. Die NRH ist eine eher seltene Erkrankung und führt in fortgeschritteneren Fällen zu nicht-zirrhosebedingter portaler Hypertension. Derzeit (Stand 2016) sind systematische Populationsstudien über die Erkrankung noch nicht verfügbar und die Erfahrung beschränkt sich auf Fallberichte und Serien.

## Pathogenese
NRH kann sich durch autoimmunologische, hämatologische, infektiöse, neoplastische oder medikamenteninduzierte Ursachen ausbilden. Als mögliche Ursache kann eine NRH als Nebenwirkung unter Therapie mit Azathioprin auftreten. Diabetes mellitus, langjährige Steroideinnahme und chronische Hepatitiden spielen ebenfalls eine Rolle in der Krankheitsentstehung.
Normalerweise treten in erkrankten Patienten anfangs keine bemerkbaren Symptome auf, bis sich im weiteren Verlauf schließlich die portale Hypertension bzw. deren Komplikationen ausbilden. In der Histopathologie ist eine genaue Diagnose möglich, hier zeigt sich eine diffuse mikronoduläre Transformation ohne fibröse Septen im Lebergewebe. Ein Fehlen von perinukleärem Kollagengewebe unterscheidet die NRH von normalen Regeneratknoten, die sich in einer Zirrhoseleber bilden.

## Therapie
Während sich die initiale Behandlung auf die Behandlung der zugrundeliegenden Erkrankung als Auslöser beschränkt, muss die Therapie schlussendlich auf ein Management der entstehenden portalen Hypertension hinauslaufen. Die Prognose hängt einerseits von der Schwere der Grunderkrankung und andererseits von der Vermeidung sekundärer Komplikationen der portalen Hypertension ab.